# Rhachisphora capitatis
Rhachisphora capitatis là một loài côn trùng cánh nửa trong họ Aleyrodidae, phân họ Aleyrodinae.
Rhachisphora capitatis được Corbett miêu tả khoa học đầu tiên năm 1926.